# 이해수 (1948년)
이해수(李海壽, 1948년 2월 28일 ~ )은 대한민국의 제1·2·3대 서울특별시 중랑구의원이다.

## 학력
- 미산국민학교 졸업

### 비학위 수료
- 국민대학교 행정대학원 수료
- 美조지워싱턴대학 국가 및 지방정치학 최고지도자 과정

## 경력
- 서울특별시 중랑구의회 예산결산특별위원회 위원
- 서울특별시 중랑구의회 환경보전자문위원회 위원
- 서울특별시 중랑구의회 시민보건위원회 위원장
- 서울특별시 중랑경찰서 보안지도위원
- 1991.04 ~ 1995.06 제1대 서울특별시 중랑구의회 의원
- 1995.07 ~ 1998.06 제2대 서울특별시 중랑구의회 의원
- 1995.10 ~ 1995.10 제2대 서울특별시 중랑구의회 예산결산특별위원회 위원장
- 1996.12 ~ 1998.06 제2대 서울특별시 중랑구의회 시민보건위원회 위원장
- 1998.07 ~ 1999.06 제3대 서울특별시 중랑구의회 의원
- 사단법인 전국양곡상 면목지부장
- 서울특별시 양곡상 납세조합 이사
- 사단법인 전주이씨 대동종약원 중랑분원 감사

## 역대 선거 결과
|  | 32.6% |

|  | 37.80% |

|  | 38.51% |